# Autorretrato de Durero (Louvre)
Este Autorretrato (en alemán, Selbstportait) es una de las obras más conocidas del pintor alemán Alberto Durero. Es un óleo sobre vitela (luego pegado a un lienzo), pintado en 1493. Mide 56,5 cm de alto y 44,5 cm de ancho. Se exhibe actualmente en el Museo del Louvre de París. También es conocido como Autorretrato con flor de cardo.

## Historia
Alberto Durero, hijo de un orfebre húngaro que se estableció en Núremberg, es el máximo representante del Renacimiento en Alemania. Fue el primer pintor occidental que se representó a sí mismo en varios autorretratos, a lo largo de su vida. Gracias a ellos, se puede ver la evolución humana del artista. Precisamente la obra suya más antigua que se conserva es un Autorretrato Archivado el 27 de septiembre de 2007 en Wayback Machine. realizado a punta de plata, que es un tipo de dibujo en el que no cabe rectificación. Lo hizo en el año 1484, cuando tenía 13 años. Se conserva en el museo Albertina de Viena como parte del mejor conjunto mundial de dibujos y acuarelas del autor, el cual incluye otras obras maestras como «La liebre».
Este Autorretrato del Louvre se considera el primer autorretrato autónomo sobre caballete de la pintura alemana. Posterior en cinco años es el famoso Autorretrato de Durero con guantes del Museo del Prado, donde el artista posa con un atuendo más lujoso y una actitud más segura, casi arrogante.

## Análisis del cuadro
Esta obra fue realizada sobre papel (pergamino) después pegado al lienzo, con las siguientes dimensiones: 57 × 45 cm. 
Durero aparece imberbe, adolescente, con una ramita de cardo en las manos, símbolo del sufrimiento de Cristo; la flor de cardo, llamada Mannestruc en alemán, representa también desde la antigüedad, la fidelidad conyugal, y se ofrecía a las jóvenes esposas. Durero, sin embargo, tenía entonces 22 años y aún estaba soltero, pues su boda tuvo lugar al año siguiente. Podría ser un cuadro para regalar a su prometida, Agnes Frey. 
Adopta una postura de tres cuartos. Mira fijamente al espectador. El cabello rubio y largo no impide que se le vea la frente, la mandíbula y el lóbulo de la oreja. Lleva un tocado de color rojo, como los ribetes de la ropa. A juzgar por su peinado y apariencia, parece que el momento que transcurría era de una pobreza relativa.[cita requerida]
En la parte superior, sobre su cabeza, aparece la fecha y una inscripción que dice: «My sach die gat / Als es oben schtat». Se ha traducido como «Mi destino progresará según el orden Supremo»; también puede entenderse como «Todo me va como está ordenado desde allá arriba» o «Las cosas me van como allá arriba está ordenado».
Es una de sus primeras obras, en la que combina la expresión retenida del gótico alemán, con la precisión de un Van Eyck. Pero a este estilo nórdico le insufla un espíritu italiano al ponerse como ejemplo de hombre independiente, dueño de sus pensamientos, ejemplo de espíritu humanista.
Es una 

Obra maestra de introspección aguda, análisis lúcido y sin pasión por su propio genio (B. Zumthor)

 Como en el resto de sus autorretratos y retratos, resulta magistral en cuando a la profundidad psicológica.